# 明菴栄西
明菴栄西（みょうあん えいさい/ようさい、永治元年4月20日（1141年5月27日） - 建保3年7月5日（1215年8月1日））は、平安時代末期から鎌倉時代初期の僧。日本における臨済宗の宗祖、建仁寺の開山。天台密教葉上流の流祖。字が明菴、諱が栄西。また、廃れていた喫茶の習慣を日本に再び伝えたことでも知られる。

## 経歴

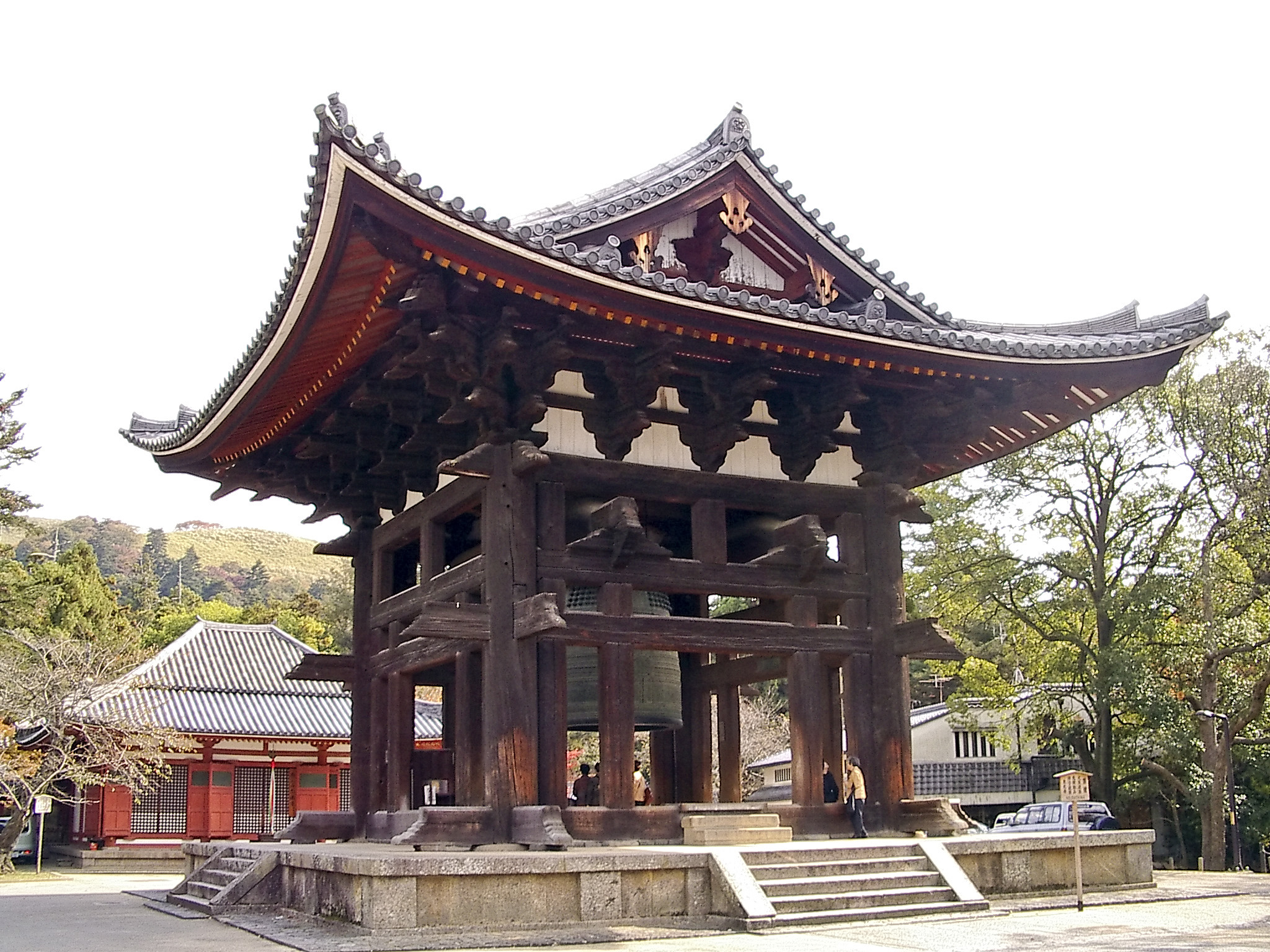
栄西が再建した東大寺鐘楼（奈良市）

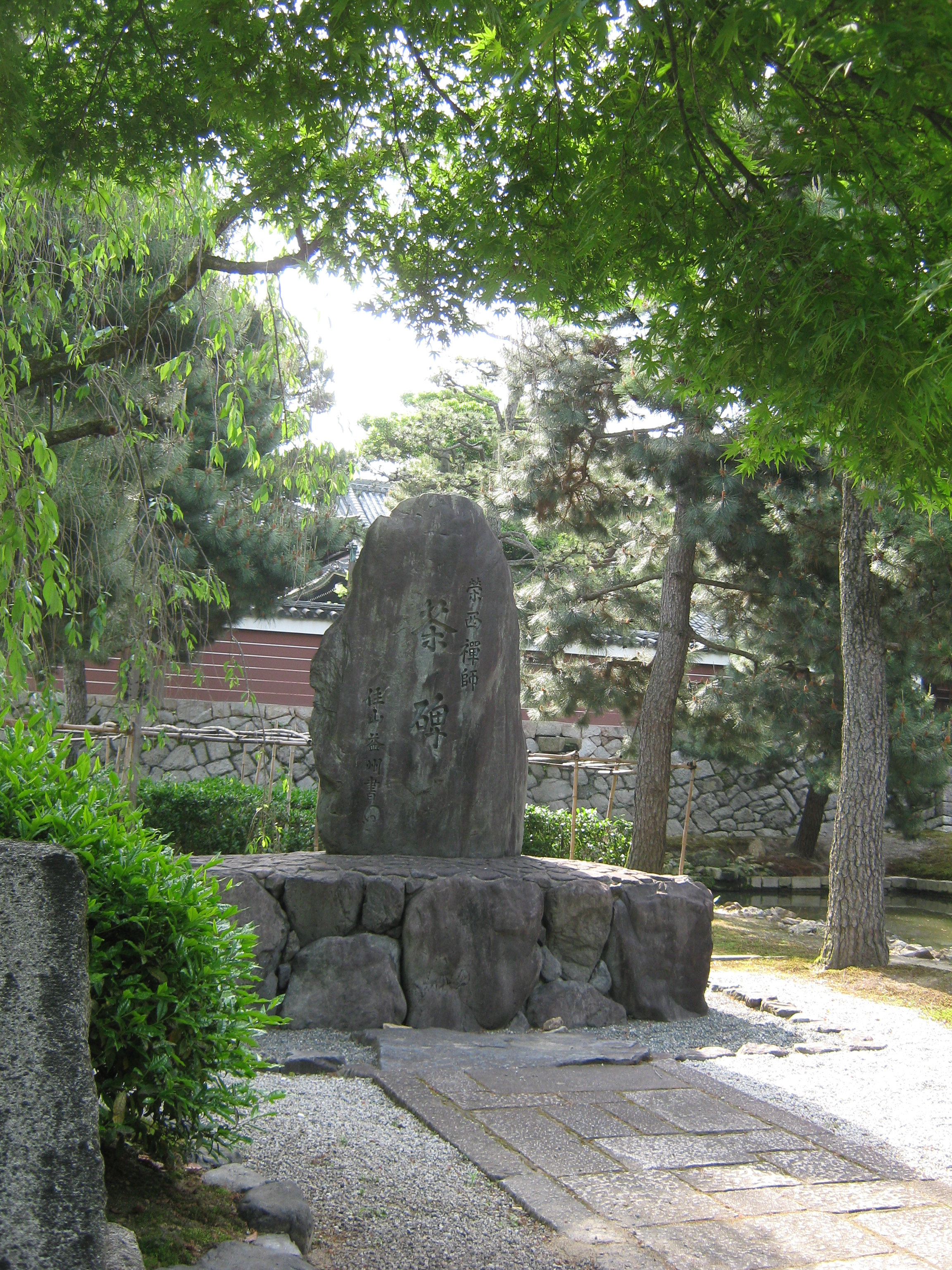
茶碑、建仁寺、京都市東山区

『栄西禅師肖像建設之碑』（静岡県静岡市）

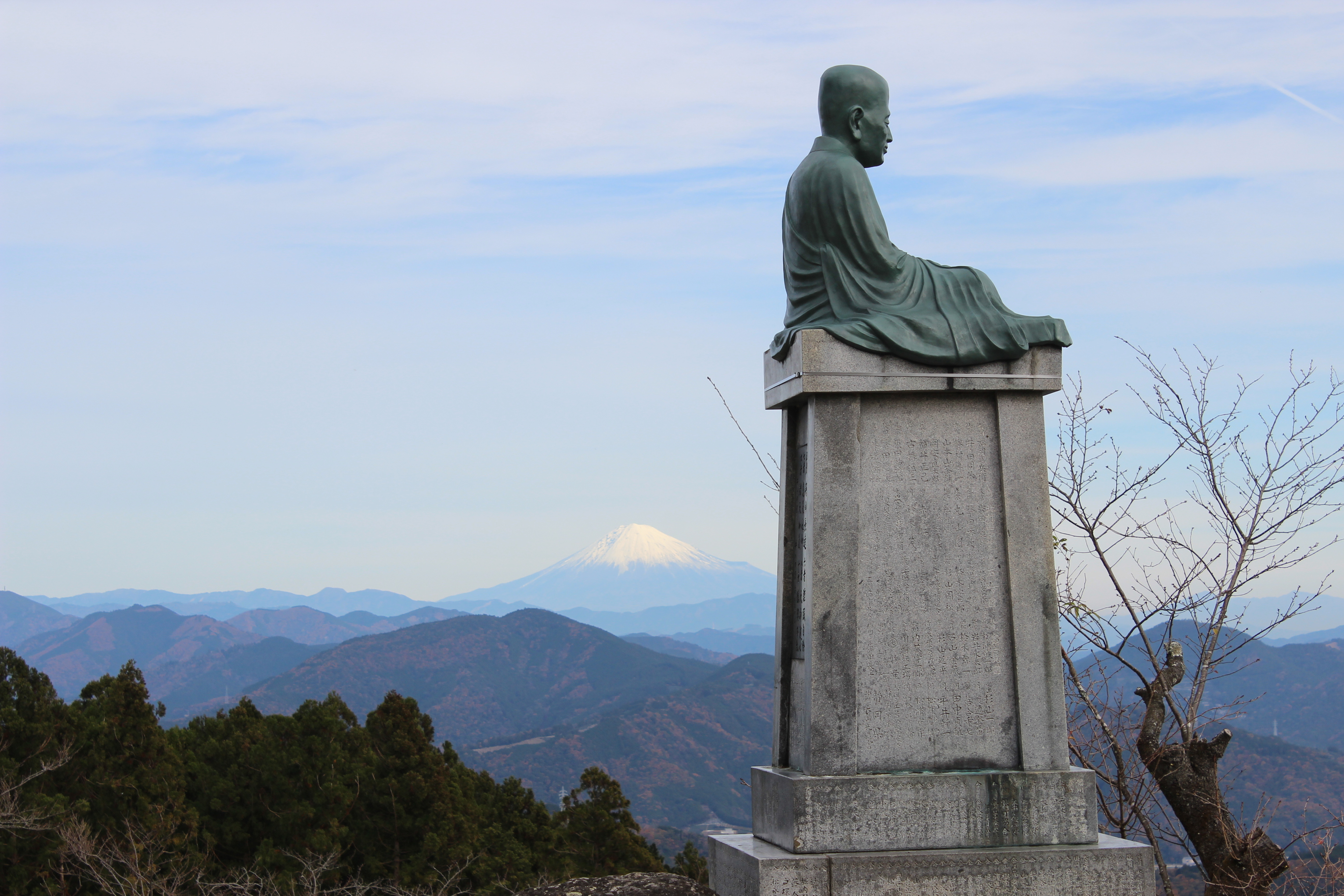
『茶祖栄西禅師之像』（静岡県掛川市）

『元亨釈書』によれば、永治元年（1141年）4月20日、吉備津神社の権禰宜・賀陽貞政の曾孫として生まれたと伝わる（実父は諸説あり不明）。生地は備中国賀陽郡宮内村とされるが、他説として同郡上竹村もある。
『紀氏系図』（『続群書類従』本）には異説として紀季重の子で重源の弟とする説を載せているが、これは重源が吉備津宮の再興に尽くしたことや、重源が務めていた東大寺勧進職を栄西が継いだことから生じた説であり、史実ではないと考えられている。
久安4年（1148年）、8歳で『倶舎論』、『婆沙論』を読んだと伝えられる。仁平元年（1151年）、備中の安養寺の静心に師事する。
久寿元年（1154年）、14歳で比叡山延暦寺にて出家得度。以後、延暦寺、吉備安養寺、伯耆大山寺などで天台宗の教学と密教を学ぶ。行法に優れ、自分の坊号を冠した葉上流を興す。
保元2年（1157年）、静心が遷化して、遺言により法兄の千命に従う。翌年の保元3年（1158年）には千命より虚空蔵求聞持法を受ける。
平治元年（1159年）、19歳の時に比叡山の有弁に従って天台宗を学ぶ。
仁安2年（1167年）、伯耆（鳥取県）大山寺基好より両部（金剛界・胎蔵界）灌頂を受ける。
仁安3年（1168年）4月、形骸化し貴族政争の具と堕落した日本天台宗を立て直すべく、平家の庇護と期待を得て南宋に留学。天台山万年寺などを訪れ、9月に『天台章疎』60巻をもって、重源らと帰国した。当時、南宋では禅宗が繁栄しており、日本仏教の精神の立て直しに活用すべく、禅を用いることを決意し学ぶこととなった。
これは後に著された栄西の主著である『興禅護国論』に禅のことが書かれていることより推察されることである。しかし実際には、第一回の入宋時は栄西が最も熱心に天台密教の著作に没頭した時期であり、禅に対してどの程度関心を持っていたかは明らかでないという推察もある。
嘉応1年（1169年）ごろ、備前金山寺を復興し、菓上流の灌頂を行う。安元元年（1175年）、誓願寺落慶供養の阿闇梨となる。また『誓願寺建立縁起』を起草。文治3年（1187年）、再び入宋。仏法辿流のためインド渡航を願い出るが許可されず、天台山万年寺の虚庵懐敞に師事。
文治5年（1189年）、虚庵懐敞に随って天童山景徳寺に移る。そして虚庵懐敞より菩薩戒を受ける。
建久2年（1191年）、虚庵懐敞より臨済宗黄龍派の嗣法の印可を受け、「明菴」の号を授かる。同年、帰国。九州の福慧光寺、千光寺などで布教を開始。また、帰国の際に宋で入手した茶の種を持ち帰って肥前霊仙寺にて栽培を始め、日本の貴族だけでなく武士や庶民にも茶を飲む習慣が広まるきっかけを作ったと伝えられる。
建久5年（1194年）、禅寺感応寺 (出水市)を建立。大日房能忍の禅宗も盛んになるにつれ、延暦寺や興福寺からの排斥を受け、能忍と栄西に禅宗停止が宣下される。建久6年（1195年） 博多に聖福寺を建立し、日本最初の禅道場とする。同寺は後に後鳥羽天皇より「扶桑最初禅窟」の扁額を賜る。栄西は自身が真言宗の印信を受けるなど、既存勢力との調和、牽制を図った。
建久9年（1198年）、『興禅護国論』執筆。禅が既存宗派を否定するものではなく、仏法復興に重要であることを説く。京都での布教に限界を感じて鎌倉に下向し、幕府の庇護を得ようとした。
正治2年（1200年）、頼朝一周忌の導師を務める。北条政子建立の寿福寺の住職に招聘。
建仁2年（1202年）、鎌倉幕府2代将軍・源頼家の外護により京都に建仁寺を建立。建仁寺は禅・天台・真言の三宗兼学の寺であった。以後、幕府や朝廷の庇護を受け、禅宗の振興に努めた。
元久元年（1204年）、『日本仏法中興願文』を著す。
建永元年（1206年）、重源の後を受けて東大寺勧進職に就任。
承元3年（1209年）、京都の法勝寺九重塔再建を命じられる。承元5年（1211年）、『喫茶養生記』を著す。
建暦2年（1212年）、法印に叙任。
建保元年（1213年）、権僧正に栄進。頼家の子の栄実が、栄西のもとで出家する。
建保3年（1215年）、享年75（満74歳没）で入滅。かつては、入滅日（6月5日・7月5日）と入滅地（鎌倉・京都）に異説があったが、『大乗院具注歴日記』の裏書きによって、7月5日京都建仁寺で入滅したことが確定している。

## 他者からの栄西観
日本曹洞宗の宗祖である道元は、入宋前に建仁寺で修行しており、師の明全を通じて栄西とは孫弟子の関係になるが、栄西を非常に尊敬し、説法を集めた『正法眼蔵随聞記』では、「なくなられた僧正様は…」と、彼に関するエピソードを数回だが紹介している。なお、栄西と道元は直接会っていたかという問題について、最新の研究では会っていたとする説が有力である。

## 顕彰
1915年（大正4年）には茶業組合中央会議所の模範試験園に『栄西禅師肖像建設之碑』が建立されている。茶業組合中央会議所会頭の大谷嘉兵衛らにより建てられたものであり、横溝豊によって刻されている。寿福寺の所蔵する栄西の絵を拡大して彫ったとされている。

## 主な著作
- 『誓願寺盂蘭盆縁起』 - 栄西の肉筆文書で国宝。福岡市西区の誓願寺に滞在した折書いたと見られ、現在も同寺が所蔵（九州国立博物館寄託）。
- 『喫茶養生記』 - 上下2巻からなり、上巻では茶の種類や抹茶の製法、身体を壮健にする茶の効用が説かれ、下巻では飲水（現在の糖尿病）、中風、不食、瘡、脚気の五病に対する桑の効用と用法が説かれている。このことから、茶桑経（ちゃそうきょう）という別称もある。書かれた年代ははっきりせず、一般には建保2年（1214年）に源実朝に献上したという「茶徳を誉むる所の書」を完本の成立とするが、定説はない。
- 『無名集』 - 密教について問答形式で書かれた入門書で安元3年（1177年）に誓願寺で書かれたもの。治承4年（1180年）に写された写本を名古屋市の大須観音が所蔵している。
  - 大須観音は『無名集』のほか『隠語集』など複数の写本に加え、直筆書状15通なども所蔵する。

## 栄西の主な弟子
- 退耕行勇 - 高野山金剛三昧院を開山。弟子に大歇了心。他に円爾、心地覚心も弟子。
- 釈円栄朝 - 弟子に蔵叟朗誉がいる。他に円爾、心地覚心も弟子。
- 天庵源祐 - 弟子に済翁証救がいる。
- 明全 - 弟子に共に渡宋した道元がいる。

## 日本での栄西後の黄龍派法脈の系譜
栄西→ 釈円栄朝→ 蔵叟朗誉→ 寂庵上昭→ 龍山徳見→ 無等以倫→ 文林寿郁→ 西庵敬亮→ 悦巌東悆→ 和仲東靖→ 梅仙東逋→ 利峰東鋭

## 著作
- 栄西、古田紹欽（訳・著）『興禅護国論・喫茶養生記』「禅入門 1」講談社、1994年。ISBN 4-06-250201-1
 元版は、古田紹欽『栄西 日本の禅語録 第1巻』、講談社、1977年。
- 明菴栄西、柳田聖山（校注）『興禅護国論 原典日本仏教の思想 10』、岩波書店、1991年。ISBN 4-00-009030-5。他は、一休宗純（市川白弦）・抜隊得勝（入矢義高）の校注。
 元版は、『中世禪家の思想 日本思想大系 16』 岩波書店、1972年
　原本は、東晙（校刻）『興禪護國論』友松堂小川源兵衛、安永7（1778）跋（身延山大学図書館所蔵）
- 栄西、中尾良信（訳）『金剛頂宗菩提心論口決・出家大綱』「大乗仏典、中国・日本篇 第20巻」中央公論社、1988年。ISBN 4-12-402640-4。他は明恵（高橋秀栄 訳）
- 栄西、安永祖堂（編著）、西村惠信（監修）『興禅護国論 : 傍訳』四季社、2003年。ISBN 4-88405-137-8